# NGC 3315
NGC 3315 ist eine linsenförmige Galaxie vom Hubble-Typ E/S0 im Sternbild Wasserschlange südlich des Himmelsäquators. Sie ist schätzungsweise 160 Millionen Lichtjahre von der Milchstraße entfernt, hat einen Durchmesser von etwa 55.000 Lj und ist Mitglied des Hydra-Clusters.
Im selben Himmelsareal befinden sich u. a. die Galaxien NGC 3305, NGC 3308, NGC 3311, IC 2597.
Das Objekt wurde am 24. März 1870 von Edward Austin entdeckt.